# Vietnam
Vietnam (vietnamesisk: Việt Nam), officielt Den Socialistiske Republik Vietnam (vietnamesisk: Cộng hòa xã hội chủ nghĩa Việt Nam), er et land, der ligger i Sydøstasien ud mod Det Sydkinesiske Hav. Grænselandene er Folkerepublikken Kina, Laos og Cambodja. Vietnam er medlem af ASEAN. Med en befolkning på over 95,5 millioner, er Vietnam det 14. mest folkerige land i verden. Området der i dag er kendt som Vietnam har været beboet siden den ældste stenalder, nogle arkæologiske udgravninger i Thanh Hóa-provinsen stammer angiveligt fra flere tusinde år tilbage.

## Historie
Vietnam blev koloniseret med resten af det Franske Indokina i 1800-tallet. Denne koloni blev besat af Japan under Anden Verdenskrig.
Ved afslutningen af den Anden Verdenskrig brød det japanske lydregime sammen under Annams kejsere Bảo Đại og Việt Minh, derfor dannede man en regering i Hanoi bestående af kommunister, såvel som nationalister, denne regering var under ledelse af den kommunistiske leder Hồ Chí Minh.
Den indokinesiske krig varede fra 1946 til 1954, krigen sluttede da franskmændene trak sig ud af Vietnam efter at have tabt Slaget ved Điện Biên Phủ. Senere involverede USA sig mere og mere i Vietnam for at forhindre en kommunistisk overtagelse af landet.
Vietnam-krigen som varede fra 1959 til 1975, var en væbnet konflikt mellem Nordvietnam, og Sydvietnam, krigen endte med en nordvietnamesisk sejr og dermed landets genforening under det kommunistiske styre.
I 1979 invaderede Vietnam nabolandet Cambodja. På grund af dette opstod der en grænsekrig mellem Vietnam og Kina, kendt som den kinesisk-vietnamesiske krig, der endte med en kinesisk tilbagetrækning.

## Turisme
Vietnam er i stigende grad blevet et turistmål, og havde i 2007 4 millioner besøgende turister. De besøgende er ofte tyskere, franskmænd, amerikanere, australiere og folk fra New Zealand, men der er også et stigende antal israelere, koreanere og japanere.
I 2007 havde Apollo Rejser og Ving/Spies den første charterflyvning nogensinde fra Skandinavien til Vietnam. Det skete da Novair flyet (Apollos flyselskab) lettede fra Luleå lufthavn i det nordlige Sverige og fløj non-stop til Ho Chi Minh City med 356 passagerer om bord. En historisk dag for skandinavisk charterindustri og for vietnamesisk turisme. Efter jomfrurejsen flyver dette fly dog fra Stockholm.
I hovedstaden Hanoi er der flere museer og attraktioner, i resten af det nordlige Vietnam er der først og fremmest den smukke natur i Hạ Long-bugten (et af Vietnams fem verdens kulturarvs steder). Det højeste bjerg i Vietnam hedder Fan Si Pan.
I det centrale Vietnam, er den gamle kejserby Huế. Fra Hội An, kan man besøge Mỹ Sơn, der har været Vietnams bedst bevarede tempelkompleks. Yderligere mod syd, er byen Nha Trang som er berømt for sine fine strande.

## Geografi
Vietnams hovedstad er Hanoi, men den største by er Ho Chi Minh-byen (tidligere kaldt Saigon). Andre store byer er Hải Phòng og Đà Nẵng. Blandt store floder er Mekong som ligger mod syd og den Røde Flod som ligger mod nord.
75 procent af landet består af bjerge og bakker, og det højeste bjerg er Fan Si Pan, som er 3145,9 meter højt.
Derudover er Vietnam opdelt i 59 provinser og 5 kommuner.

## Demografi
Befolkningen er 86 % Viet (Kinh) samt 53 etniske befolkningsgrupper. Befolkningsvæksten er på 1,5 %. Religionerne i Vietnam er Buddhisme, traditionelle religioner og i mindre grad katolicisme og protestantisme. I Syd har religionen Cao Đài fundet sit indpas og dens hovedby er Tây Ninh. Cao Đài blev officielt anerkendt som religion i 1926. På verdensplan menes cirka 2 millioner mennesker at tilhøre religionen.[kilde mangler]

## Økonomi
- BNP pr. indbygger i 2017 var 2.305,702 USD[3]
- Væksten i BNP pr. indbygger er på 6,2 %.[kilde mangler]
- Vietnam er lavt forgældet, den langsigtede offentlige udlandsgæld: 15.6 mia. USD.[kilde mangler]
- Den udenlandsk bistand er 52 USD pr. indbygger.[kilde mangler]
- Den danske projekt/programbistand var på 397 mio. DKK i 2008.[kilde mangler]

## Klima

### Temperatur
I Vietnam spænder klimaet fra subtropisk til tropisk monsunklima med relativt høje nedbørsmængder i monsunperioden. I den sydlige tropiske del af landet er temperaturerne hele året rundt høje, i Ho Chi Minh-byen bliver der i januar målt en gennemsnitstemperatur på 26 °C, i juli på 29 °C. I Hanoi, der ligger i den nordlige subtropiske del af landet ligger gennemsnitstemperaturerne i juli også omkring 29 °C, mens januartemperaturerne på omkring 15-17 °C (og indimellem betydeligt lavere) er tydeligt lavere end temperaturerne i den sydlige del af Vietnam. I den nordlige bjergrige region er klimaet tempereret med endnu køligere vintermåneder.

### Klimabælter
Temperaturforskellen mellem den sydlige og den nordlige del af Vietnam hænger sammen med, at landet strækker sig over to klimazoner. I norden hersker der subtropisk klima, som bliver opdelt i to årstider: vinteren, som begynder i november og ender i april og sommeren, som går fra maj til oktober. I syden hersker der tropisk klima. Her deler man året op i tre årstider: den kølige tid fra november til januar, den hede tid fra februar til april/maj og regntiden fra maj/juni til oktober. I regntiden bliver Vietnam regelmæssigt hjemsøgt af taifuner.

### Nedbør
Gennemsnitlig bliver der målt mellem 1500 til 2000 mm regn hvert år, men der er store regionale forskelle. I Mekongdeltaet når nedbørsmængden op mod 4000 mm. Den falder mest i sommermånederne og kaldes sydvestmonsunen. Ved skråningerne af de anamitiske bjerge falder der op til 2500 mm regn per år – mest i vintermånederne. Det kaldes nordøstmonsunen.
I bjergene i nordvest af landet kommer nedbøren delvist ned som sne. Taifuner fører ekstremt meget regn med sig: op til 500 mm per dag. Det fører ofte til katastrofale oversvømmelser – mest i Tonking.

## Administrativ inddeling
Vietnam er inddelt i 58 provinser (tỉnh, ental og flertal) og 5 kommuner* (thành phố trực thuộc trung ương, ental og flertal):

## Nordlige Vietnam
Nordvestlige region: Điện Biên, Hòa Bình, Lai Châu, Sơn La
Nordøstlige region: Bắc Giang, Bắc Kạn, Cao Bằng, Hà Giang, Lạng Sơn, Lào Cai, Phú Thọ, Quảng Ninh, Thái Nguyên, Tuyên Quang, Yên Bái
Den Røde flods deltaregion: Bắc Ninh, Hải Dương, Hải Phòng*, Hà Nam, Hanoi*, Hưng Yên, Nam Định, Ninh Bình, Thái Bình, Vĩnh Phúc

## Centrale Vietnam
Centrale højlandsregion: Đắk Lắk, Đắk Nông, Gia Lai, Kon Tum, Lâm Đồng
Nordcentrale region: Hà Tĩnh, Nghệ An, Quảng Bình, Quảng Trị, Thanh Hóa, Thừa Thiên – Huế
Sydcentrale kystregion: Bình Định, Đà Nẵng*, Khánh Hòa, Phú Yên, Quảng Nam, Quảng Ngãi

## Sydlige Vietnam
Mekongflodens deltaregion: An Giang, Bạc Liêu, Bến Tre, Cà Mau, Cần Thơ*, Đồng Tháp, Hậu Giang, Kiên Giang, Long An, Sóc Trăng, Tiền Giang, Trà Vinh, Vĩnh Long
Sydøstlige region: Bà Rịa – Vũng Tàu, Bình Dương, Bình Phước, Bình Thuận, Đồng Nai, Ho Chi Minh-byen*, Ninh Bình, Tây Ninh

## Offentligt embedsvæsen

### Sundhedsvæsen
Spædbørnsdødeligheden er ca. 35 ‰, og dødeligheden under fem år ca. 50 ‰, hvilket er lavere end i de fleste andre lande med en tilsvarende økonomisk udvikling. Middellevetiden er 68 år. Fødselsraten er kun 20 ‰, og befolkningstilvæksten er mindre end i mange tilsvarende lande. Underernæring er udbredt blandt børn.

### Sygdomme og vaccination

#### Malaria
Der er risiko for Malaria i hele Vietnam året rundt undtaget større byer (Đà Nẵng, Hải Phòng, Hanoi, Ho Chi Minh-byen (Saigon), Nha Trang, og Quy Nhơn).

#### Japansk hjernehindebetændelse
Der er risiko for japansk hjernehindebetændelse mellem maj og oktober i hele Vietnam.
Japansk hjernehindebetændelse er et alvorligt virus, som smitter gennem myggestik. I de områder, hvor der forekommer japansk hjernehindebetændelse er det derfor vigtig at beskytte sig mod myggestik.